# Рудник Чорукдайрон
Рудник Чорукдайрон — колишній гірничодобувний майданчик на півночі Таджикистану. В часи існування СРСР був відомий як Чорух-Дайрон (Чорух-Дайронський рудник).
Вольфрамовий рудопрояв Чорух-Дайрон дослідили ще в 1930—1931 роках, проте тоді йому не надали промислового значення. У 1941-му на тлі активних пошуків сировини для задоволення потреб воєнної промисловості провели повторне обстеження, за результатами якого наступного року почалось будівництво рудника, що первісно провадив роботи відкритим способом. Регулярні поставки шеєлітового концентрату стартували в 1943-му.
У 1947 році із запуском шахти «Капітальна» почалась підземна розробка. Згодом рудник також ввів в експлуатацію:
- у 1954-му шахту «Шурале» річною потужністю 60 тисяч тонн руди;
- у 1955-му шахту «Східна» річною потужністю 89 тисяч тонн руди;
- шахти «Південна» та «Ремонтно-експлуатаційна» (РЕШ), за допомогою яких організували розробку виявленого у 1963 році Янгіканського мідно-молібденового родовища.
Є відомості, що глибина підземного рудника сягнула глибини щонайменше 450 метрів.
Видобута руда проходила подальшу підготовку на розташованій тут же збагачувальній фабриці, що випускала вольфрамовий концентрат і мідний промпродукт із молібденом як супутнім компонентом (можливо також відзначити, що в сусідній Ташкентській області Узбекистану діяли Узбецький комбінат тугоплавких та жаростійких металів, який працював з вольфрамовим концентратом, та Алмалицький гірничо-металургійний комбінат, що працював з мідно-молібденовими рудами).
У 1980-му видобуток припинили через повне відпрацювання запасів. Втім, до 1989-го ще переробляли мідно-молібденові руди.
Потужності рудника використали для розміщення заводу лігатур та феросплавів, який випустив першу продукцію в 1977 році.